# 陈村玉皇庙
陈村玉皇庙，位于山西省临汾市霍州市白龙镇陈村。
2021年8月4日，陈村玉皇庙公布为第六批山西省文物保护单位，编号6-253。